# Zakaria Bakkali
Zakaria Bakkali (Liège (Belgium), 1996. január 26. –) belga származású profi labdarúgó, a holland RKC Waalwijk játékosa, illetve a belga válogatott szélsője.
Ő a legfiatalabb Eredivisie-játékos, aki mesterhármast szerzett, 17 éves és 196 napos korában.

## Pályafutása

### PSV
Marokkóból bevándorló szülők gyermekeként született a belgiumi Liège városában, majd itt is kezdte pályafutását, előbb az RFC Liège, később a Standard Liège csapatánál. A PSV Eindhovenhez 12 éves korában került.
2013. július 30-án, a Zulte-Waregem elleni Bajnokok Ligája selejtezőben mutatkozott be az első csapatban. Az Eredivisiében augusztus 3-án debütált az ADO Den Haag elleni bajnokin. Augusztus 7-én, a Waregem elleni visszavágón gót szerzett, csapata 3–0-s győzelmet aratott. Augusztus 10-én mesterhármast lőtt a NEC Nijmegen elleni bajnokin, ezzel ő lett a legfiatalabb játékos, aki három gólt szerzett egy Eredivisie mérkőzésen.
2014 nyarán érdeklődött iránta az Atlético Madrid, 2-3 millió eurót kínáltak a játékjogáért, azonban az üzlet nem jött létre. Miután az új szerződését nem volt hajlandó aláírni, Bakkalit a tartalékcsapathoz száműzték, majd a eindhoveni klub vezetői úgy döntöttek, hogy a téli átigazolási szezonban elengedik.

### Valencia
2015. július 6-án szerződtette a spanyol Valencia, Bakkali  ötéves  szerződést írt alá.  Július 11-én, a Werder Bremen elleni Audi quattro Cup döntőjében mutatkozott be. A spanyol élvonalban a Levantének lőtte az első gólját, október 31-én.

## A válogatottban
Miután meghatározó játékossá vált a PSV-ben, Marc Wilmots, a belga válogatott szövetségi kapitánya meghívta a válogatott bő keretébe. A felkészülés alatt megsérült, így a bemutatkozása váratott magára. Bakkali, lévén kettős állampolgár, játszhatott volna a marokkói válogatottban is, ő azonban Belgiumot választotta.  2015 októberében meghívót kapott a 2016-os Európa-bajnoki selejtezőkre is.

## Statisztika

### Klub
| Klub                   | Szezon           | Bajnokság        | Liga       | Liga  | Kupa       | Kupa  | Európa     | Európa | Egyéb      | Egyéb | Összesen   | Összesen |
| Klub                   | Szezon           | Bajnokság        | Mérkőzések | Gólok | Mérkőzések | Gólok | Mérkőzések | Gólok  | Mérkőzések | Gólok | Mérkőzések | Gólok    |
| ---------------------- | ---------------- | ---------------- | ---------- | ----- | ---------- | ----- | ---------- | ------ | ---------- | ----- | ---------- | -------- |
| PSV                    | 2013–14          | Eredivisie       | 16         | 3     | 2          | 0     | 4          | 1      | 0          | 0     | 22         | 4        |
| PSV                    | 2014–15          | Eredivisie       | 0          | 0     | 0          | 0     | 0          | 0      | 0          | 0     | 0          | 0        |
| PSV                    | Összesen         | Összesen         | 16         | 3     | 2          | 0     | 4          | 1      | 0          | 0     | 22         | 4        |
| Jong PSV               | 2013–14          | Eerste Divisie   | 1          | 0     | —          | —     | —          | —      | —          | —     | 1          | 0        |
| Jong PSV               | 2014–15          | Eerste Divisie   | 5          | 1     | —          | —     | —          | —      | —          | —     | 5          | 1        |
| Jong PSV               | Összesen         | Összesen         | 6          | 1     | —          | —     | —          | —      | —          | —     | 6          | 1        |
| Valencia               | 2015–16          | La Liga          | 16         | 1     | 3          | 0     | 0          | 0      | 0          | 0     | 19         | 1        |
| Valencia               | 2016–17          | La Liga          | 18         | 1     | 3          | 1     | 0          | 0      | 0          | 0     | 21         | 2        |
| Valencia               | Összesen         | Összesen         | 34         | 2     | 6          | 1     | 0          | 0      | 0          | 0     | 40         | 3        |
| Deportivo de La Coruña | 2017–18          | La Liga          | 23         | 0     | 1          | 0     | 0          | 0      | 0          | 0     | 24         | 0        |
| Deportivo de La Coruña | Összesen         | Összesen         | 23         | 0     | 1          | 0     | 0          | 0      | 0          | 0     | 24         | 0        |
| RSC Anderlecht         | 2018-19          | Jupiler League   | 18         | 1     | 0          | 0     | 4          | 2      | 0          | 0     | 22         | 3        |
| RSC Anderlecht         | 2019-20          | Jupiler League   | 4          | 1     | 0          | 0     | 0          | 0      | 0          | 0     | 4          | 1        |
| RSC Anderlecht         | 2020-21          | Jupiler League   | 2          | 0     | 0          | 0     | 0          | 0      | 0          | 0     | 2          | 0        |
| RSC Anderlecht         | Összesen         | Összesen         | 24         | 2     | 0          | 0     | 4          | 2      | 0          | 0     | 28         | 4        |
| K Beerschot VA         | 2020-21          | Jupiler League   | 4          | 0     | 0          | 0     | 0          | 0      | 0          | 0     | 4          | 0        |
| K Beerschot VA         | Összesen         | Összesen         | 4          | 0     | 0          | 0     | 0          | 0      | 0          | 0     | 4          | 0        |
| Karrier összesen       | Karrier összesen | Karrier összesen | 107        | 8     | 9          | 1     | 8          | 3      | 0          | 0     | 124        | 12       |

### Nemzetközi
| Belgium  | Belgium  | Belgium |
| Év       | Mérkőzés | Gólok   |
| -------- | -------- | ------- |
| 2013     | 1        | 0       |
| 2014     | 0        | 0       |
| 2015     | 1        | 0       |
| 2016     | 0        | 0       |
| 2017     | 0        | 0       |
| 2018     | 0        | 0       |
| 2019     | 0        | 0       |
| 2020     | 0        | 0       |
| Összesen | 2        | 0       |